# تشارلز هنري (أمين مكتبة)
تشارلز هنري (بالفرنسية: Charles Henry)‏ هو أمين مكتبة فرنسي، ولد في 16 مايو 1859 في Bollwiller ‏ في فرنسا، وتوفي في 1927 في فرساي في فرنسا.